# Eplontersen
Eplontersen ist eine synthetische kurzkettige Nukleinsäure, die als Arzneistoff eingesetzt wird. Eplontersen wurde 2023 zunächst in den USA, später in weiteren Ländern, zugelassen zur Behandlung der erblichen Transthyretin-vermittelten Amyloidose (ATTRv) mit Polyneuropathie (PN). ATTRv ist eine seltene Stoffwechselstörung, bei der es zu Eiweißablagerungen in Zellen und Geweben kommt.

## Eigenschaften

Vergleich Inotersen und Eplontersen (schematische Darstellung)

Eplontersen ist ein aus 20 Nukleotiden bestehendes einzelsträngiges, modifiziertes Antisense-Oligonukleotid (ASO) mit Gapmer-Struktur, das am 5'-Ende mit einer triantennären N-Acetylgalactosamin(GalNAc)-Verbindung konjugiert ist. Die Oligonukleotidkomponente besteht aus DNA zu 10 Nukleotiden plus zwei flankierenden RNA-Regionen mit je 5 an der Ribose modifizierten Nukleotiden. Dort befindet sich anstelle der 2′-Hydroxygruppe eine 2′-O-(2-Methoxyethyl)gruppe (2′-O-MOE). Das Rückgrat enthält 13 Phosphorthioat- und 7 Phosphodieester-Bindungen. Alle Cytosin-Basen sind 5-methyliert (m5C). Die Basenfolge ist identisch zu der des ASO Inotersen. Der zusätzliche GalNAc-Ligand dient der Verbesserung der Aufnahme des ASO in die Leberzellen (Hepatozyten). Er ähnelt strukturell dem bereits in siRNA-basierten Wirkstoffen (z. B. Givosiran, Vutrisiran) verwendeten GalNAc-Liganden L96.
Pharmazeutisch wird der Wirkstoff als Natriumsalz (1:20) eingesetzt. Eplontersen-Natrium ist ein weißer bis gelber Feststoff und leicht löslich in Wasser und in Phosphatpuffer.

## Wirkungsmechanismus
Eplontersen wirkt als Antisense-Oligonukleotid, das heißt, dass die Basensequenz entgegengesetzt zu einer funktionalen Boten-RNA (mRNA) ist. Es bindet selektiv an die 3′-untranslatierte Region (3′UTR) der mRNA des Transthyretins (TTR), und zwar von der (normalen) Wildtyp- und der mutierten Form. Die dadurch rekrutierte RNAse H1 baut die TTR-mRNA in der Leber ab. In der Folge kommt es zu einer Reduktion von TTR im Serum und TTR-Proteinablagerungen in den Geweben.
Der GalNAc-Ligand ermöglicht die hochselektive Bindung an die Asialoglycoprotein-Rezeptoren (ASGPR), die reichlich auf der Oberfläche von Hepatozyten exprimiert werden. Dies führt zu einer schnellen Endozytose. Durch die Ligandenkonjugation wird die Wirksamkeit bezogen auf die Senkung der TTR-Spiegel um etwa das 30-fache gesteigert im Vergleich zu Inotersen.

## Anwendungsgebiet
Eplontersen ist angezeigt zur Behandlung der hereditären Transthyretin-Amyloidose (ATTRv) bei erwachsenen Patienten mit Polyneuropathie der Stadien 1 oder 2. Die Verabreichung erfolgt subkutan (Injektion in das Unterhautfettgewebe).

## Nebenwirkungen und Anwendungsbeschränkungen
Die häufigsten Nebenwirkungen während der Behandlung mit Eplontersen waren erniedrigtes Vitamin A (Retinol) und Erbrechen. Aufgrund des Wirkmechanismus ist eine Absenkung des Vitamin-A-Serumspiegels unter den Normalwert zu erwarten. Zu niedrige Vitamin-A-Spiegel sollten vor Behandlungsbeginn korrigiert werden; während der Behandlung sollte eine Vitamin-A-Supplementierung erfolgen.

## Klinische Prüfung
Wirksamkeit und Sicherheit von Eplontersen für die Behandlung der ATTR-PN wurden in einer randomisierten, multizentrischen, Open-label-Studie untersucht (NEURO-TTRansform), die insgesamt 168 erwachsene Patienten mit ATTRv-PN einschloss.

## Sonstiges
Eplontersen wird auch für die Behandlung der Transthyretin-vermittelten Amyloidose mit Kardiomyopathie (ATTR-CM) untersucht. Das Ologonukleotid-GalNAc-Konjugat wurde von dem amerikanischen und auf RNA-Therapeutika spezialisierten Biotechnologie-Unternehmen Ionis Pharmaceuticals entwickelt.

## Handelsnamen und Zulassung
- Wainua (AstraZeneca):  Dezember 2023[11]
- Wainzua (AstraZeneca):  Oktober 2024,[12]  Februar 2025,[13]  März 2025[14]